# Digitaria tenuifolia
Digitaria tenuifolia là một loài thực vật có hoa trong họ Hòa thảo. Loài này được Goetgh. mô tả khoa học đầu tiên năm 1975.